# 장광
장광(張光, 1951년 12월 30일~)은 대한민국의 성우, 배우이다. 대학 졸업 후 연극배우로 활동하다가 1978년 DBS에 성우로 입사했으며, 언론통폐합으로 인해 현재는 KBS 15기로 분류된다. 

## 학력
- 동국대학교 연극영화과 학사

## 성우 출연 작품

### TV 애니메이션
- 《DARKER THAN BLACK -흑의 계약자-》(애니맥스) - 마오
- 《DARKER THAN BLACK -유성의 제미니-》(애니맥스) - 마오
- 《가정교사 히트맨 리본》(투니버스) - 미츠 (츠나 아빠)
- 《강철의 연금술사 BROTHERHOOD》(애니박스) - 반 호엔하임
- 《개구쟁이 데니스》(KBS)
- 《거북이 특공대 Z》(SBS) - 스플린터
- 《곰돌이 푸》(90년 더빙판/KBS) - 이요르
- 《광속사이버》(VIDEO) - 박사
- 《기동전사 건담 SEED》(애니원) - 패트릭 자라
- 《꼬비꼬비》(KBS) - 망태 할아버지, 혹부리 도깨비
- 《나루토》(투니버스) - 지라이야
- 《나루토 질풍전》(투니버스) - 지라이야
- 《날아라 슈퍼보드》(KBS) - 철철대왕, 쌍라이트 동생, 미칠왕
- 《드래곤볼》(SBS) - 손오반 할아버지
- 《노다메 칸타빌레》(애니맥스) - 미르히 교수
- 《녹색의 전설》(투니버스) - 지크
- 《데스노트》(애니원) - 야가미 소이치로
- 《독수리 5형제》(SBS) - 총통 X
- 《두꺼비 순찰대》(SBS)
- 《디즈니 만화동산 - 우주용사 버즈》(KBS) - 워프, 제트
- 《디즈니 만화동산 - 티몬과 품바》(KBS) - 티몬
- 《레미제라블》(SBS) - 장발장
- 《랠프의 스파이 대작전》(챔프) - 프랭크, 해설자
- 《레스톨 특수구조대》(KBS) - 코우 선장
- 《마법사의 아들 코리》(KBS) - 코리 아빠
- 《마스크》(SBS) - 공사장인부
- 《마스크맨》(KBS) - 다크맨, 택배 직, 김 박사
- 《명견 실버》 - 벤(나중)
- 《미래전사 런딤》(MBC) - 야기히라
- 《배트맨》(SBS, 카툰네트워크) - 조커, 알프레드
- 《별나라 수퍼 쭈리》(MBC) - 핸슨
- 《보리와 짜구》(KBS) - 교관1
- 《브리스톨 탐험대》(KBS)
- 《블리치》(투니버스) - 쿠로사키 잇신
- 《셰익스피어 명작만화》(SBS) - 몽테크리스토 백작, 해설 (오델로)
- 《소년탐정 김전일》(투니버스) - 이사무 형사
- 《수호요정 미셸》(KBS) - 시장, 스피로, 도일, 헤리온, 루시펠
- 《스타 워즈: 클론 전쟁》(카툰네트워크) - 오비완 캐노비
- 《아기공룡 덴버》(SBS)
- 《아벨 탐험대》(KBS)
- 《아프리카 마법여행》(KBS) - 수호자
- 《애플캔디걸》(KBS) - 허브 할아버지
- 《오! 나의 여신님》(투니버스) - 남태중, 신
- 《올림포스 가디언》(SBS) - 다이달로스
- 《왕부리 팅코》(SBS) - 가롯슈
- 《요술곰의 모험나라》(KBS) - 터미
- 《용의 아들》(SBS) - 헝크의 아버지
- 《타잔과 제인》(KBS) - 조나스 닐스
- 《우정의 그라운드》(KBS) - 비아레조팀 감독, 강찬 아버지, 도사같은 노인, 한일전 해설
- 《원피스》(챔프) - 부들, 스모커
- 《페어리 테일》(챔프) - 물약상인(니르바나편) / 쥬드 하트필리아(루시의 아버지)(니르바나편~천랑섬편)
- 《은하철도 999》(VIDEO) - 차장
- 《은하탐정 케인》(SBS) - 어둠(총통)
- 《이누야샤》(애니원) - 무신스님
- 《일지매》(SBS) - 장고
- 《짱구는 못말려 두근두근 대결전/폭발! 온천 와쿠와쿠 대결전》(챔프) - 온천장
- 《전사 골리앗》(KBS)
- 《절대가련 칠드런》(애니박스) - 그리섬
- 《지오레인저》(SBS) - 몬도 왕, 군복 색깔의 외계인
- 《천방지축 덩크슛》(SBS) - 교장선생님
- 《채채퐁 김치퐁》(KBS) - 아시크니스, 폴루스
- 《캣독》(재능TV) - 캣
- 《타이의 대모험》(SBS) - 자베라
- 《태권왕 강태풍》(KBS) - 스톰, 씨름감독, 마두초등학교 교장
- 《태극천자문》(KBS) - 호왕, 비샤스, 로로아, 태극왕
- 《태풍의 그라운드》(SBS) - 감독, 강태풍 아버지
- 《파워퍼프걸》(SBS) - 유토늄 박사
- 《파이어 앰블럼》(어린이TV) - 빅터
- 《포켓몬스터 AG》(SBS) - 오박사
- 《포켓몬스터 DP》(SBS) - 오박사, 포켓치 사장, 다탱구, 콘테스터, 비주기, 포켓몬 훈련센터 교장
- 《피구왕 통키》(SBS)
- 《피니와 퍼브》(디즈니채널) - 모노그램 소령
- 《하우스 오브 마우스》(디즈니채널) - 티몬
- 《꼬꼬리코 돌격대》(SBS)
- 《마법소녀 리나》(SBS) - 미르가지아
- 《쥐라기 월드컵》(KBS) - 레온, 트로사
- 《20 면상의 아가씨》(애니맥스) - 선장, 카와이
- 《세이버 마리오넷 R》(애니맥스) - 비레이
- 《세이버 마리오넷 J》(애니맥스) - 겐지, 도쿠가와 이에야스, 가네다 유, 점술사, 장로, 남자5, 시민4, 가게주인, 병사1, 파우스트 부하1, 남자1, 문하생1, 시민10
- 《세이버 마리오넷 J to X》(애니맥스) - 겐지, 초비 장군, 차장, 슈마이, 아저씨, 남자1, 남자4, 남자8
- 《세이버 마리오넷 J Again》(애니맥스) - 겐지, 조이
- 《철인버디》(애니맥스) - 메기우스
- 《인랑》(애니박스) - 무로토 분메이, 나레이션 외
- 《건담 0080 주머니 속 전쟁 OVA》(애니박스) - 슈타이너
- 《라스트 엑자일》(애니박스) - 고드윈, 마드세인
- 《헌터X헌터 리메이크》(애니맥스) - 선장
- 《슬레이어즈 리턴》(애니박스) - 아빠
- 《건담 이글루 - 1년 전쟁 비록》(애니박스) - 마틴 프로호노
- 《정령의 수호자》(애니박스) - 성도사
- 《흑집사》(애니박스) - 렌돌
- 《해파리 공주》(애니박스) - 코이부치 의원
- 《공각기동대 - Stand alone complex》(애니원) - 국장
- 《우당탕탕 두디두디》(MBC 무비스) - 카멜레온 선생님, 안다안다 교장선생님
- 《감바의 모험》(VIDEO) - 참피온
- 《명탐정 코난》(투니버스) - 망령 선장, 연쇄살인범, 괴물4 , 봉지만 반장
- 《고쿠센》(투니버스) - 반장
- 《여기는 공원 앞 파출소》(투니버스) - 경찰서장
- 《뷰티풀 조》(투니버스) - 캡틴 블루
- 《따끈따끈 베이커리》(투니버스) - 구하몽
- 《전설의 마법 쿠루쿠루》(투니버스) - 카야
- 《사무라이 참프루》(투니버스) - 헤이타로
- 《몬스터》(투니버스) - 리하르트
- 《여신전사》(투니버스) - 카산드라, 카리온
- 《엑소특공대》(SBS) - 윈필드 제독
- 《몬타나 존스》(KBS)
- 《은장기공 오디안》(투니버스) - 리가르도 사령관
- 《벤10 옴니버스》(카툰네트워크) - 맥스
- 《영심이》(KBS) - 영심이 오빠
- 《옛날 옛적에》(KBS)
- 《은비까비의 옛날옛적에》(KBS)
- 《썬더캣츠》(카툰네트워크) - 자가
- 《유니크론과 변신로보트》(KBS) - 스타스크림 / 후크 / 블래스터
- 《천방지축 덩크슛》(SBS)
- 《거북이 특공대》(SBS)
- 《구두신고 꼬까꼬까》(EBS) - 할아버지
- 《꼬마돼지 피글리의 모험》(EBS) - 피글리 윙크스
- 《베리 배리 크리스마스》(EBS) - 산타 할아버지
- 《별난 가족 힐》(EBS) - 행크 힐
- 《빨간 트랙터 통통》(EBS) - 해설
- 《뚝딱뚝딱 밥아저씨》(EBS) - 로버트 아저씨
- 《세계명작동화》(EBS) - '아나스타샤'편 보리스 / '꼬마 토끼 레지의 숲 속 탐험'편 여우 / '구두장이 한스와 요정 친구들'편 해설 / '노아의 방주'편 노아 / '수링의 전설'편 왕 시종 / '걸리버 여행기'편 바질 왕 / '왕자와 거지'편 존 경
- 《슈퍼와이》(EBS) - 산타클로스
- 《신나는 고양이 식당》(EBS) - 척척 주방장
- 《야! 러그래츠》(EBS) - 루, 랄프
- 《컸다, 러그래츠》(EBS) - 랜디, 보리스, 루
- 《칙칙폭폭 토마스 기관차》(재능TV) - 해설 및 모든캐릭터 목소리와 수많은 단역들
- 《왁자지껄 오리마을》(EBS) - 치카 선생
- 《은하축구 챔피언》(EBS) - 아치
- 《잠의 요정 나일러스》(EBS) - 나일런스
- 《코알라 탐정 아치볼드》(EBS) - 시장
- 《괴도 조커》(카툰네트워크) - 국왕
- 《터닝메카드》(KBS) - 메가
- 《터닝메카드 W》(KBS) - 메가
- 《터닝메카드 NEW》(KBS) - 메가(젤로시아의 테이머)
- 《은하철도 999》 - 차장(백록판 VIDEO)

### 장편 애니메이션
- 《공룡시대》(SBS)
- 《귀를 기울이면》(MOVIE) - 니시 할아버지
- 《니모를 찾아서》(MOVIE) - 크러쉬, 치과의사
- 《도리를 찾아서》 - 크러쉬
- 《라이온 킹》(MOVIE) - 티몬
- 《라이온 킹 2》(MOVIE) - 티몬
- 《라이온 킹 1과½:하쿠나 마타타》(MOVIE) - 티몬
- 《루니 툰 : 백 인 액션》(MOVIE) - 데미안 드레이크 / 실베스타
- 《마다가스카》 - 스키퍼
- 《마다가스카 2》 - 스키퍼
- 《마다가스카 3: 이번엔 서커스다!》 - 스키퍼
- 《마루 밑 아리에티》- 포드
- 《마이펫의 이중생활 2》- 루스터
- 《매지컬: 공주를 웃겨라》 - 스탄
- 《메밀꽃, 운수 좋은 날, 그리고 봄봄》 - 운수 좋은 날 / 김 첨지
- 《모노노케 히메》(MOVIE) - 모로
- 《바이오니클》 - 포하투
- 《보물성》 - 도플러 박사
- 《볼트》(MOVIE) - 라이노
- 《붉은매》(SBS) - 묵룡
- 《붕가부》(KBS) - 닝닝닝
- 《슈렉》(KBS) - 슈렉
- 《슈렉 2》(KBS) - 슈렉
- 《슈렉 3》 - 슈렉
- 《슈렉 포에버》 - 슈렉
- 《신비아파트 특별판: 조선퇴마실록》(투니버스) - 순훤왕
- 《아이스 에이지 2》 - 크래쉬
- 《아이스 에이지 3》 - 크래쉬
- 《아이스 에이지 4》 - 크래쉬
- 《아이스 에이지 5》 - 크래쉬
- 《업》 - 더그 역
- 《원피스 극장판 - 에피소드 오브 사보》(투니버스) - 돈 칭자오, 아빠 장난감
- 《인어공주》(MOVIE) - 스커틀
- 《인어공주 2》(MOVIE) - 스커틀, 펭귄
- 《천공의 성 라퓨타》(MOVIE) - 루이 / 폼
- 《하얀 낙타》(SBS) - 해설, 악마
- 극장판 올림포스 가디언 기간테스 대역습 - 제우스
- 《카》 - 밥 커틀래스
- 《카 2》 - 핀 맥미사일
- 《카 3: 새로운 도전》 - 더스티 / 밥 커틀래스
- 《코알라 키드: 영웅의 탄생》(MOVIE) - 퀸트
- 《지옥의 외인부대》(KBS) - 구엔, 세희 아버지, 벅시
- 《블랙잭 극장판 - 두 명의 검은 의사》(애니박스) - 비와마루
- 《배트맨 : 조커의 귀환》(카툰네트워크) - 조커
- 《피니와 퍼브 무비 : 2차원을 넘어서》 - 모노그램소령 / 2차원의 모노그램소령
- 《나루토 질풍전 극장판(인연) - 숙명의 재회》(투니버스) - 지라이야
- 《새미의 어드벤처2》 - 새미
- 《트롤》 - 패피 왕
- 《101마리 강아지》 - 고양이 상사
- 《포카혼타스》 - 론
- 《터닝메카드W: 반다인의 비밀 특별판》 - 메가
- 《창가의 토토》 - 코바야시 교장 선생님

### 특수 촬영 드라마
- 《외계에서 온 우뢰매 전격 쓰리 작전》 - 백 박사(양기주)
- 《가면라이더 디케이드》(챔프) - 히카리 에이지로(이시바시 렌지)
- 《가면라이더 더블》(챔프) - 원대한
- 《파워레인저 캡틴포스》(챔프) - 타카유키 (2대 발 이글)
- 《파워레인저 레스큐》(투니버스) - 미첼

#### 비 한국어 드라마의 한국어 녹음
- 《삼국지》(KBS) - 조조 (진건빈)
- 《토치우드 시즌4》(KBS) - 오스왈드 (빌 풀먼)
- 《넘버스》(SBS) - 래리 (피터 맥니콜)
- 《프리즌 브레이크 시즌 1~2》(SBS) - 존 애브루지 (피터 스토메어)
- 《마법사 멀린》(KBS) - 우터 펜드래곤 (앤서니 헤드)
- 《대지의 기둥》(KBS) - 퍼시 (로버트 배서스트), 헨리 1세 (클라이브 우드)
- 《데미지》(KBS) - 레이 (젤코 이바네크)
- 《이소룡 전기》(SBS) - 소룡 아빠 (주주)
- 《의천도룡기》(KBS) - 양소 (손흥)
- 《위기의 주부들》(KBS) - 올슨 호지 (카일 매클라클런)
- 《천재소년 두기》(KBS) - 잭 (미첼 앤더슨)
- 《칠협오의》(SBS) - 고봉
- 《콜드 케이스》(KBS) - 롭 (브렛 컬런)
- 《히어로즈》(SBS)
- 《닥터 후》(KBS) - 선장
- 《블루문 특급》(KBS)
- 《V》(KBS) - 윌리엄 (로버트 잉글런드) / 외계인 사령관
- 《스티븐 킹의 킹덤》(KBS) - 스테그번 (브루스 데이비슨)
- 《강호풍운록》(KBS) - 건륭제
- 《스필버그의 어메이징 스토리》(KBS) - 조이
- 《블라인드 저스티스》(KBS) - 피스크 반장 (마이클 개스턴)
- 《네버엔딩 스토리》(EBS) - 바스티안 아빠 / 립 라우디
- 《남과 북》(EBS) - 니콜라스
- 《사랑의 마을 에버우드》(EBS) - 어브 하퍼 (존 비즐리)
- 《마루모의 규칙》(TV조선) - 사메지마 유조 (이부 마사토)
- 《백수알바, 내 집 장만기》(TV조선) - 오에츠 (오토모 고헤이)
- 《피시는 사춘기》(KBS) - 아빠 (조 플래허티)
- 《오우삼의 미션 특급》(KBS) - 마이클 탕 (왕민덕)
- 《전쟁과 평화》(KBS) - 바실리 (스티븐 레이)
- 《로스트 시즌 2》(KBS) - 굿원 (브렛 컬런)
- 《우러러보니 존귀한》(채널J) - 히쿠마 (테라오 아키라)
- 《완다비전》 - 넬슨(랜디 오글레스비)
- 《아카풀코 해변수사대》 (SBS)

### 장편 실사 영화
아래의 목록은 후시녹음으로 진행된 대한민국의 영화도 포함한다.
- 박상민
  - 《장군의 아들 2》 - 김두한
  - 《장군의 아들 3》 - 김두한
- 게리 올드먼
  - 《레옹》(KBS, SBS) - 스탠
  - 《에어 포스 원》(SBS, KBS) - 이반 코르슈노프
  - 《드라큘라》(KBS) - 드라큘라
  - 《로스트 인 스페이스》(MBC) - 스미스 박사
  - 《불멸의 연인》(MBC) - 베토벤
- 리엄 니슨
  - 《K-19: 위도우메이커》(KBS) - 미하일 폴레년
  - 《배트맨 비긴즈》(SBS) - 듀커드
  - 《플루토에서 아침을》(KBS) - 리엄 신부
  - 《스타워즈 에피소드 1: 보이지 않는 위험》(KBS) - 콰이곤 진
- 제라르 드파르디외
  - 《102마리 달마시안》(KBS) - 르펠
  - 《까미유 끌로델》(KBS) - 로댕
  - 《내겐 너무 예쁜 당신》(SBS) - 베르나르
  - 《바텔》(SBS) - 바텔
  - 《사강의 요새》(KBS) - 샤를 사간
  - 《샤베르대령》(SBS) - 샤베르 대령
  - 《셧 업》(SBS) - 껌댕
  - 《오르페브르 36번가》(KBS) - 클랑
  - 《라 비 앙 로즈》(KBS) - 르플레 외
  - 《마틴 기어의 귀향》(SBS) - 아르노 / 마틴 기어
  - 《아스테릭스》(KBS) - 오벨릭스
- 샘 닐
  - 《쥬라기 공원》(KBS) - 앨런 그랜트
    - 《쥬라기 공원3》(KBS) - 앨런 그랜트

  - 《바이센테니얼 맨》(MBC) - 아틴
  - 《피아노》(SBS) - 스튜어트
  - 《대마법사 멀린》(KBS) - 멀린
- 데이비드 모스
  - 《어둠속의 댄서》(KBS) - 빌
  - 《콘택트》(SBS) - 테드 애로웨이 / 마이클 키츠 (제임스 우즈)
  - 《더 록》 (KBS) - 백스터
- 에드 해리스
  - 《카핑 베토벤》(KBS) - 베토벤
  - 《앱솔루트 파워》(SBS) - 세스
  - 《뷰티풀 마인드》(KBS) - 파처
- 제프리 러시
  - 《캐리비안의 해적: 블랙 펄의 저주》(KBS) - 바르보사
  - 《캐리비안의 해적: 망자의 함》(KBS) - 바르보사
  - 《캐리비안의 해적: 세상의 끝에서》(KBS) - 바르보사
  - 《테일러 오브 파나마》(SBS) - 해리
- 케빈 스페이시
  - 《LA 컨피덴셜》(KBS) - 잭 빈센스
  - 《아웃브레이크》(SBS) - 캐시
  - 《케이 팩스》(SBS) - 프롯
- 《오명》 (KBS) - 엔더슨 박사(라인홀트 슈엔젤)
- 《킹스 스피치》 (KBS) - 버티 (콜린 퍼스)
- 《쉘 위 댄스》(KBS) - 스기야마(야쿠쇼 코지)
- 《호텔 르완다》(KBS) - 폴 루세사바기나(돈 치들)
- 《하루, 48시간》(KBS) - 브뤼노(앙투안 드 코네)
- 《언터처블: 1%의 우정》(KBS) - 필립(프랑수아 클뤼조)
- 《사랑도 통역이 되나요?》(SBS) - 밥(빌 머리)
- 《리딕: 헬리온 최후의 빛》(KBS) - 마샬(컴 피오)
- 《아마게돈》(SBS) - 락하운드(스티브 부세미)
- 《앨리게이터 2》(MBC)
- 《콘스탄틴》(SBS) - 루시퍼(피터 스토메어) / 헨니시 신부(프루이트 테일러 빈스)
- 《타이타닉》(KBS) - 토머스 앤드루스(빅터 가버) / 월리스 하틀리(조너선 에번스 존스)
- 《풀 프루프》(SBS) - 레오(데이비드 수셰이)
- 《휴먼 스테인》(SBS) - 콜먼 실크(앤서니 홉킨스)
- 《매치스틱 맨》(SBS) - 프리쉣(브루스 맥길)
- 《반지의 제왕2》(SBS) - 세오덴 왕(버나드 힐)
- 《모범시민》(KBS) - 더니건 형사(콤 미니)
- 《엽문2》(KBS) - 홍사부(홍금보)
- 《트랜스포머》(KBS) - 아빠(케빈 던) / 아치볼드(윌리엄 모건 셰퍼드)
- 《트랜스포머 패자의 역습》(KBS) - 아빠(케빈 던) / 갤러웨이(존 벤저민 히키)
- 《굿바이》(KBS) - 사사키 쇼에이 사장(야마자키 쓰토무)
- 《윌리엄과 케이트의 러브스토리》(KBS) - 찰스(벤 크로스)
- 《미녀 삼총사》(SBS) - 보슬리(빌 머리)
- 《페이첵》(SBS) - 울프(컴 피오)
- 《야마카시》(KBS) - 프레텡(프레더릭 플레지)
- 《마지막 지하철》(SBS) - 장 루(장 푸아레)
- 《올리버 트위스트》(SBS) - 페이긴(바니 클라크)
- 《용가리》(KBS) - 토머스 장군(데니스 하워드)
- 《마지막 황제》(KBS) - 법무대신(장시림)
- 《고스트 독》(SBS) - 루이(존 토메이)
- 《영웅본색》(SBS) - 아호(디룽)
- 《컨피던스》(SBS) - 킹(더스틴 호프먼)
- 《최종 분석》(SBS) - 오브라이언(폴 길포일)
- 《어페어 오브 더 넥클리스》(SBS) - 브레떼이유(브라이언 콕스)
- 《스토리 오브 어스》(SBS) - 스탠(롭 라이너)
- 《슈팅 라이크 베컴》(SBS) - 제스 아버지
- 《디 엣지》(SBS) - 찰스(앤서니 홉킨스)
- 《취권 2》(SBS) - 아버지(디룽)
- 《툼 레이더 2: 판도라의 상자》(SBS) - 라이스(시어런 힌즈)
- 《매드맥스3》(SBS) - 콜렉터(프랭크 드링)
- 《이퀼리브리엄》(SBS) - 대부(숀 퍼트위)
- 《터미널 스피드》(SBS) - 벤 핑크워터(제임스 갠돌피니)
- 《리틀 부다》(SBS) - 노부라마(영약성)
- 《씨커》(SBS) - 네들즈(톰 시즈모어)
- 《쥬만지》(SBS) - 알랜 패리쉬(로빈 윌리엄스)
- 《벽혈남천》(SBS) - 국장(폴 래젠비)
- 《빅 마마 하우스》(SBS) - 존(폴 지어마티)
- 《벤허》(SBS) - 빌라도(프랭크 트링)
- 《진실》(SBS) - 로베르토 미란다(벤 킹즐리)
- 《대부》(SBS, KBS) - 콜레오네(말런 브랜도) / 톰(로버트 듀발)
- 《대부2》(KBS) - 톰 헤이즌(로버트 듀발)
- 《배트맨2》(SBS) - 펭귄맨(대니 드 비토)
- 《데스 워시4》(SBS) - 레이너(조지 디킨슨)
- 《리썰 웨폰 4》(SBS) - 리오(조 페시)
- 《다이하드 1~2》(SBS) - 파월(레지널드 벨존슨)
- 《디 워》 - 프랭크(크리스 멀키)
- 《은밀한 거래》(KBS) - 드류(톰 베린저)
- 《오픈 유어 아이즈》(KBS) - 안토니오(체트 레라)
- 《신부와 편견》(KBS) - 박쉬(아누팜 커)
- 《태양의 제국》(KBS) - 베이시(존 말코비치)
- 《보리밭을 흔드는 바람》(KBS) - 댄(리엄 커닝엄)
- 《A.I.》(KBS) - 하비 교수(윌리엄 허트)
- 《프리즈 프레임》(KBS) - 형사 루이스 에머릭(숀 맥긴리)
- 《이니셜D》(KBS) - 타쿠미의 아버지(황추생)
- 《프로텍터》(KBS) - 캐논(대니 아이엘로)
- 《카풀》(KBS) - 다니엘(데이비드 페이머)
- 《신과 함께 가라》(KBS) - 벤노 수사(미하엘 그비스덱)
- 《자칼》(KBS) - 자칼(브루스 윌리스)
- 《심플 플랜》(KBS) - 행크 미첼(빌 팩스턴)
- 《자이언트》(KBS) - 빅 베네딕트(록 허드슨)
- 《마이티 조 영》(KBS) - 그렉(빌 팩스턴)
- 《시네마 천국》(KBS) - 중년 토토(자크 페랭)
- 《글루미 선데이》(KBS) - 자보(조아 킴 크롭)
- 《바라바》(KBS) - 사학(비토리오 가스만)
- 《슬립워커》(KBS) - 율릭 핸슨(랠프 칼슨)
- 《주니어는 못말려》(KBS) - 아버지(존 리터)
- 《길로틴 트래지디》(KBS) - 대위(다니엘 오테이유)
- 《셰익스피어 인 러브》(KBS) - 웨식스(콜린 퍼스)
- 《세상의 모든 계절》(KBS) - 톰(짐 브로드벤트)
- 《낫싱 엘스》(KBS) - 피터(졸탄 세레스)
- 《미스 에이전트2》(SBS) - 해리 맥도널드(어니 허드슨)
- 《의혹》(SBS) - 레이먼드 호건(브라이언 데니히)
- 《트로이》(SBS) - 프리아모스(피터 오툴)
- 《나이트 플라이트》(SBS) - 조 / 아빠(브라이언 콕스)
- 《하와이, 오슬로》(KBS) - 욘
- 《아문센》(KBS) - 코넬리우스(하랄드 크라스니처)
- 《원스 어폰 어 타임 인 아메리카》(KBS) - 프랭키(조 페시)
- 《맘마미아》(KBS) - 빌(스텔란 스카르스고르드)
- 《쿼바디스 도미네》(KBS) - 페트로니우스(보거슬라브 린다)
- 《대통령의 연인》(KBS) - AJ(마틴 신)
- 《하나 그리고 둘》(KBS) - 다다
- 《트루 라이즈》(KBS) - 앨버트 깁슨(톰 아널드)
- 《찢어진 커튼》(KBS) - 만프레드(군터 스트락)
- 《나일강 살인 사건》(KBS) - 퍼거슨(존 핀치)
- 《돈벼락 맞은 사나이》(KBS) - 트로퍼(리처드 드레이퓨스)
- 《채플린》(KBS) - 더글러스(케빈 클라인)
- 《인 어 베러 월드》(KBS) - 클라우스(울리히 톰센)
- 《도니 다코》(KBS) - 에디(홈스 오즈본)
- 《패컬티》(KBS) - 테이트(다니엘 본 바겐)
- 《캘리포니아 여자》(KBS) - 마빈(제이 토마스)
- 《블랙 호크 다운》(KBS) - 크립스(스티븐 포드)
- 《굿 윌 헌팅》(KBS) - 램보 교수(스텔란 스카르스고르드)
- 《머스킷티어》(KBS) - 포르토스(스티븐 스피어스)
- 《왕의 춤》(KBS) - 꼴리에르(체키 카리오)
- 《인썸니아 (영화)》(SBS) - 월터 핀치(로빈 윌리엄스)
- 《꼬마돼지 베이브》(SBS) - 하겟 씨(제임스 크롬웰)
- 《여왕 마고》(SBS) - 앙리 나바르(다니엘 오퇴유)
- 《피아노》(KBS) - 베인스(하비 케이틀)
- 《회색의 그늘》(SBS) - 잭 킬코인
- 《애들이 줄었어요》(KBS, MBC) - 라스 톰슨 시니어(맷 플레워)
- 《미궁 속의 알리바이》(KBS) - 필 블랙우드(톰 셀릭)
- 《오스틴 파워》 (SBS) - 닥터 이블(마이크 마이어스)
- 《워터 엔진》(KBS) - 찰스 랭(윌리엄 H. 메이시)
- 《벤10: 과거로의 질주》(카툰네트워크) - 맥스(리 메이저스) / 아즈무스 / 파라독스 박사
- 《벤10: 에일리언 스웜》(카툰네트워크) - 맥스(베리 코빈) / 아즈무스 / 파라독스 박사
- 《오션스 일레븐》(KBS) - 루벤(엘리엇 굴드)
- 《스페이스 카우보이》(KBS) - 데이비스(윌리엄 디베인)
- 《위대한 산티니》(KBS) - 불 미첨(로버트 듀발)
- 《다빈치 코드》(KBS) - 티빙(이언 매켈런)
- 《주어러》(KBS) - 앨런(데니스 밀러)
- 《첩혈쌍웅》(KBS) - 중야(증강)
- 《에어포트》(KBS) - 번(딘 마틴)
- 《타인의 취향》(KBS) - 카스텔라 (장 피에르 바크리)
- 《스카우트》(KBS) - 알 (앨버트 브룩스)
- 《센스 앤 센서빌리티》(KBS) - 존 미들턴 (로버트 하디) / 헨리 대시우드 (톰 윌킨슨)
- 《나의 그리스식 웨딩》(KBS) - 거스 (마이클 콘스턴틴)
  - 《나의 그리스식 웨딩 2》(KBS) - 거스 (마이클 콘스탄틴)
- 더 레이디(KBS) - 네윈(우 툰 린) / 대주교 / 영국 대사
- 작은 아씨들(KBS) - 베어 교수 (가브리엘 번) / 아빠 (메튜 워커) / 로렌스의 주치의(알란 로버트슨)
- 하드 레인(KBS) - 마이크 (랜디 퀘이드)
- 사랑과 미움의 교차로(KBS)
- 미드나이트 런(KBS)
- 마녀의 산(KBS)
- 단테스 피크(SBS)
- 다크 하프(SBS)
- 스페이스 잼(SBS) - 스탠 (웨인 나이트) / 대장 외계인 (대니 드비토) / 조던의 아버지 (톰 배리)
- 우뢰매3(SBS)
- 더 록(SBS)
- 마이클 클레이튼(KBS) - 번(로버트 프레스콧)
- 진주만(SBS) - 서먼 (댄 애크로이드) / 베니언 중위(피터 퍼스) / 영국 공군 대장(니콜라스 파렐)
- 에주케이터(SBS)
- 에볼루션(SBS)
- 이퀄리브리엄(SBS) - 대부 (숀 퍼트위)
- 반지의 제왕 - 왕의 귀환(SBS)
- 럭키 넘버 슬레븐(KBS) - 브리코스키 (스탠리 투치)
- 레알(SBS) - 메건의 아버지 / 레알 미드리드 스탭
- 버티칼 리미트(SBS) - 몽고메리 윅(스콧 글렌)
- 챈스 일병의 귀환(KBS) - 챈스의 아버지(톰 워팻) / 기장(고든 클랩)
- 매디슨 카운티의 다리(KBS) - 리처드 (짐 헤이니)
- 숲 속의 눈동자(KBS)
- 데드라인(KBS)
- 메이저 리그2(SBS)
- 무인지대(SBS)
- 킬러가 보낸 편지(KBS)
- 텀블위즈(KBS)
- 천국의 맞은편(KBS)
- 특전대 네이비 씰(SBS) - 그레이엄(데니스 헤이스버트)
- 클리프행어(KBS) - 할 턱커(마이클 루커)
- 컬러 오브 나이트(KBS)
- 플래툰(KBS)
- 석양의 갱들(KBS)
- 글레디에이터(KBS)
- 라디오 살인사건(KBS)
- 레드 바이올린(KBS)
- 툼 스톤(KBS) - 모건(빌 팩스톤)
- 개구쟁이 데니스2(SBS)
- 잔혹한 음모(SBS)
- 닌자 거북이3(SBS)
- 바이러스(SBS)
- 12명의 배심원(KBS) - 배심원(세르게이 가자로프)
- 볼 폰(KBS)
- 로미오와 줄리엣(1997년 더빙판)(KBS) - 영주 (로버트 스티븐스) / 해설(로런스 올리비에)
- 아마데우스(KBS) - 보글러 신부 (리처드 프랭크) / 쉬카네더(사이먼 캘로)
- 하비와 밥이 만났을 때(KBS) - 토니 파월(오언 로) / 폴 매카트니(폴 라이스)
- 그들만의 리그(KBS) - 데이브 후치(에디 존스)
- 하이랜더(KBS)
- 왕자와 거지(KBS) - 깡패(돈 헨더슨)
- 부귀열차(SBS)
- 아일랜드(SBS) - 매코드(스티브 부세미) / 전문가(맥스 바커)
- 넉 오프(KBS) - 한 형사 (왕민덕)
- 위대한 탄생(KBS)
- 아이언 맨3(KBS) - 만다린 (벤 킹슬리)
- 5일의 마중(KBS) - 루옌스 (진도명)
- 국경선(SBS)
- 신 철마류(KBS) - 왕가주 반장 (황추생)
- 뉴욕 세 남자와 아기(KBS) - 피터 (톰 셀렉)
- 엘로이즈 크리스마스 대소동(EBS) - 피보디 (빅터 A. 영)
- 배트맨 포에버(SBS) - 스티클리 (에드 비글리 주니어)
- 코난(KBS)
- 고공 침투(SBS) - 스우프 (카일 세코어)
- 10인의 영웅(KBS)
- 늑대와 춤을(KBS) - 발로 차는 새 (그레이엄 그린)
- 아이 엠 러브(채널 A) - 탄크레디 (피포 델보노)
- 마이 리틀 자이언트 - 거인 아저씨 (마크 라일런스)
- 내 사랑 신디(KBS) - 로널드의 아버지(데니스 듀건)
- 라스트 콘서트(KBS) - 리처드(리처드 존슨)
- 시네마 천국(KBS) - 중년 토토(자크 페렝)
- 덤보 - 맥스 메디치(대니 드비토)
- 의천도룡기 (KBS) - 장취산(오진우)
- 무기여 잘 있거라(KBS) - 리발디(아돌프 멘주)
- 사랑의 마라톤 300마일(KBS) - 기자(프랑챈스코 파코 빌라)
- 굿바이 뉴욕 굿모닝 내 사랑(SBS) - 벤(빌 헨더슨) / 미치의 상관(제프리 탬버)
- 애니 홀 (KBS) - 롭(토니 로버츠)
- 사막의 천사 제씨 (KBS) - 클로드(데이브 아담스) / 홀랜드(제이스 켄트)
- 당산대형(SBS) - 아군(이곤)
- 비둘기가 날 때 (KBS) - 호크 도버(론 무디)
- 죠스 2 (KBS) - 톰(배리 코) / 폴(존 두카키스) / 어부(콜 레드 맥린) / 헬기 조종사(제리 M. 백스터)
- 천국의 열쇠 (KBS) - 앤거스(빈센트 프라이스) / 교사(아서 실즈)
- 톰과 제리 - 듀브로스(롭 딜레이니)
- 샹치와 텐 링즈의 전설 - 트레버 슬래터리(벤 킹슬리)
- 허비 - 몬테카를로에 가다 (KBS) - 브루노(에릭 브래든)
- 비각칠 2 (SBS) - 아천(린웨이)
- 로마 제국의 멸망 (KBS) - 니거(더글러스 윌머)
- 인어의 노래 (KBS) - 하들리(휴 프렌치)
- 특공대작전 (KBS) - 프랑코(존 카사베티스)
- 람보 (SBS) - 티슬리(브라이언 데니히)
- 이프: 상상의 친구 - 블루(스티브 카렐)

### 비디오 및 컴퓨터 게임
- 삼국지 천명 2 - 조조
- 스타크래프트 II - 로리 스완
- 에이지 오브 엠파이어 2: 에이지 오브 킹스 / 에이지 오브 엠파이어 2: 컨커러스(정복의 시대)
- 파랜드 심포니 - 모우
- 헤일로 리치 - 대장
- 진 삼국무쌍 - 황충, 장각
- 은하자양강장 무타쥬스 - 루푸
- 안젤리크 스페셜 - 어둠의 수호성 클라비스
- 폴아웃 3 - 제임스
- 메트로 2033 - 아르티옴
- 회색도시 - 박근태
- 회색도시 2 - 박근태
- 월드 오브 워크래프트: 대격변 - 데스윙

### 인터넷
- 가을동화 (애니캐스트) - 윤교수

### 내레이션
- 세상의 모든 다큐 (KBS 2TV) 마릴린 먼로 가방의 숨겨진 이야기.
- EBS 스페셜 프로젝트 - 아버지의 귀환 (EBS 1TV)
- 다큐공감 152회 : 情을 전합니다. 청산도 우편 배달길 (KBS 1TV)
- 다큐공감 173회 : 고향을 품다, 추자도 두 선장 (KBS 1TV)
- 다큐공감 175회 : 시니어 인턴 할아버지, 다시 막내가 되다 (KBS 1TV)
- 다큐 시선 68회 : 서러워 말아요, 젊은 그대 (EBS 1TV)
- 서민갑부 (채널A)
- 특선 다큐 "지구의 지배자 앙상블" (KBS 2TV)

### 라디오 드라마
라디오 극장 (KBS 한민족 방송)
- 2005.11.01 ~ 2005.11.30 한승원 《포구》	(임성진)
- 2006.06.01 ~ 2006.06.30 박영한 《왕룽일가》 (나 / 해설)
- 2008.06.01 ~ 2006.06.30 이수광 《대륙의 영혼, 최재형》 (최재형)
- 2008.11.01 ~ 2008.11.30 최재도 《작심개운》 (박종팔)
- 2011.09.01 ~ 2011.09.30 신한균 《신의 그릇》 (신 석)
- 2013.11.01 ~ 2013.11.30 박범신 《소금》 (선명우)

라디오 독서실 (KBS 2라디오)
- 2003.04.06 신경숙 《종소리》 (남편)
- 2003.05.04 김동화 《황토빛 이야기》 (혁필)
- 2003.06.08 구효서 《아침 깜짝 물결무늬 풍뎅이》 (윤정길)
- 2004.01.18 허혜란 《독》 (남편)
- 2004.03.07 김원일 《미화원》 (김씨)
- 2006.07.02 방영주 《카지노 가는 길》 (택시기사)
- 2006.09.10 전경린 《야상록》 (남자)
- 2009.04.26 정미경 《성스러운 봄》 (조영우)
- 2011.06.12 문순태 《그 여자의 방》 (나 / 해설)
- 2011.12.25 오세혁 《크리스마스에 30만원을 만날 확률》 (아빠)
- 2013.05.12 최수철 《택시》 (운전사)
- 2013.11.17 손홍규 《배우가 된 노인》 (노배우)

KBS 무대 (KBS 한민족 방송)
- 2001.03.04 《욕쟁이 국밥집》 (이팔도)
- 2001.04.15 《그들이 헤어진 후에》 (오병수)
- 2001.07.22 《남편을 빌려드립니다》 (송영웅)
- 2003.11.16 《고엽》 (박씨)
- 2003.12.28 《아우라지 별곡》 (역무원)
- 2004.02.29 《철웅씨의 삼일장》 (일건)
- 2006.09.30 《고양이 울음》 (철호)
- 2009.06.06 《낙타의 눈물》 (본부장)
- 2009.09.12 《아버지의 기억》 (김순철)
- 2011.05.07 《코끼리》 (교감)
- 2012.07.07 《저 먼 푸른 섬》 (아버지)
- 2012.08.25 《창고에서 엿듣다》 (신참 창고지기)
- 2013.02.16 《야만인의 침대》 (오태균)
- 2013.03.02 《그들의 수천가지 물음표 중 하나》 (박용식)
- 2013.08.03 《아무 곳에도 없는 그녀》 (장교수)
- 2013.09.14 《순나의 오동나무》 (민섭)
- 2013.11.16 《기차는 8시에 떠나네》 (나)
- 2014.01.25 《상처》 (김인찬)
- 2014.02.15 《별이 뜨면 언제나》 (창주)
- 2014.03.29 《각광을 받다》 (홍수남)
- 2014.11.01 《천국에서 온 편지》 (김사장)

노인의날 특별기획 다큐멘터리 3부작 《아무도 모르는 죽음, 고독사》 (KBS 1라디오)
- 2012.10.02 《제1부 나는 죽었습니다. 홀로 쓸쓸하게》 (해설)

라디오 소설 (EBS FM)
- 2012.03.26 ~ 2012.04.20 권비영 《덕혜옹주》 (고종)
- 2012.09.03 ~ 2012.09.07 이효석 《메밀꽃 필 무렵》 (조선달)
- 2012.10.22 ~ 2012.11.16 박태원 《천변풍경》 (하숙집 주인 외)
- 2013.02.25 ~ 2013.03.22 빅토르 위고 《레 미제라블》 (해설)

이지훈의 수필 콘서트 (EBS)
- 2013.01.30 이문열 《새지 않는 밤》 (낭독)

## 배우 출연 작품

#### 드라마
- 《제2공화국》(MBC)
- 《금요일의 여인》(KBS2)
- 《코리아게이트》(SBS) - 문홍구 역
- 《제4공화국》(MBC) - 노신영 역
- 《삼김시대》(SBS) - 전두환 역
- 《오작교 형제들》(KBS2) - 봉만희 역
- 《도롱뇽도사와 그림자 조작단》(SBS)
- 《각시탈》(KBS2) - 중추원 참의 역(17부)
- 《내 연애의 모든 것》(SBS) - 맹주호 역
- 《불의 여신 정이》(MBC) - 이평익 역
- 《갑동이》(tvN) - 진조 역
- 《꽃할배 수사대》(tvN) - 전강석 역
- 《운명처럼 널 사랑해》(MBC) - 문 박사 역
- 《피노키오》(SBS) - 교장선생님 역 (특별출연)
- 《착하지 않은 여자들》(KBS2) - 사주를 봐준 남자 역 (특별출연)
- 《슈퍼대디 열》(tvN) - 방광 감독 역
- 《윈드미라클의 바람동화》(KBS2) - 담임 역
- 《실종느와르 M》(OCN) - 남석태 역 (특별출연)
- 《화정》(MBC) - 이귀 역
- 《용팔이》(SBS) - 고성훈 사장 역
- 《응답하라 1988》(tvN) - 전두환 역 (카메오)
- 《응답하라 1994》(tvN) - 전두환 역 (카메오 : 사진 속)
- 《무림학교》(KBS2) - 법공 역
- 《장영실》(KBS1) - 조광 역
- 《기억》(tvN) - 박철민 역
- 《교회오빠의 연애QT》(네이버TV) - 요한 부 역
- 《구르미 그린 달빛》(KBS2) - 내시부사 한상익 역
- 《캐리어를 끄는 여자》(MBC)
- 《피고인》(SBS) - 차영운 역
- 《두근두근 마카롱》(CGNTV) - 헌범 부 역
- 《추리의 여왕》(KBS2) - 하재호 대표 역
- 《훈장 오순남》(MBC) - 차만평 역
- 《도둑놈, 도둑님》(MBC) - 홍일권 역
- 《화유기》(tvN) - 사오정 역
- 《크로스》(tvN) - 손영식 역
- 《작은 신의 아이들》 (OCN) - 왕 목사 역
- 《추리의 여왕 2》(KBS2) - 하재호 역
- 《이리와 안아줘》(MBC)
- 《멈추고 싶은 순간 : 어바웃 타임》(tvN) - 박 선생 역
- 《왕이 된 남자》(tvN) - 조 내관 역
- 《고고송》(CGNTV) - 감청옥 역
- 《더 뱅커》(MBC) - 조장광 역 (특별출연)
- 《녹두꽃》(SBS) - 조병갑 역
- 《막돼먹은 영애씨 17》(tvN) - 왕 회장 역 (특별출연)
- 《미스터 기간제》(OCN) - 박기상 역
- 《레버리지: 사기조작단》 (TV조선) - 백종구 역 (특별출연)
- 《더 게임: 0시를 향하여》(MBC) - 법의관 역 (특별출연)
- 《유별나! 문셰프》(채널A)
- 《화양연화》(tvN) - 윤형규 역
- 《오 마이 베이비》(tvN) - 조 회장 역
- 《달리와 감자탕》(KBS2) - 김낙천 역
- 《멜랑꼴리아》(tvN) - 노인형 역
- 《꽃 피면 달 생각하고》(KBS2) - 연조문 역
- 《작은 아씨들》(tvN) - 장사평 역
- 《트롤리》(SBS) - 강순홍 역
- 《돌풍》(Netflix) - 조상천 역
- 《파인: 촌뜨기들》(디즈니+) - 천황식 역
- 《폭군의 셰프》(tvN) - 창선 역

#### 실사 영화
- 2002년 《휘파람 공주》 - 북한 간부 / 단장 역
- 2011년 《도가니》 - 교장형제 역
- 2012년 《내가 살인범이다》 - 국장 역
- 2012년 천만영화 《광해, 왕이 된 남자》 - 조 내관 역
- 2012년 《26년》 - 전두환 역
- 2012년 《음치클리닉》 - 공사장 역
- 2012년 《신세계》 - 양희우 역
- 2013년 《은밀하게 위대하게》 - 고구영 역
- 2013년 《결혼전야》 - 이라 부 역
- 2013년 《집으로 가는 길》 - 주불 대사 역
- 2014년 《플랜맨》 - 구상윤 역
- 2014년 《수상한 그녀》 - 청춘 사진관 주인 역
- 2014년 《찌라시 : 위험한 소문》 - 오앤씨회장 역
- 2014년 《제보자》 - 방송국 사장 역
- 2015년 《허삼관》 - 최가 역
- 2015년 《간신》 - 영의정 역
- 2015년 《소수의견》 - 김희택 부 역
- 2015년 《치외법권》 - 강성기 역
- 2015년 《돌연변이》 - 박구 아버지 역
- 2015년 《나쁜놈은 죽는다》
- 2016년 《당신, 거기 있어줄래요》 - 수현 부 역
- 2017년 《보통사람》 - 김 의원 역
- 2017년 《로마의 휴일》 - 금장현 회장 역
- 2017년 천만영화 《신과함께: 죄와 벌》 - 진광대왕 역
- 2018년 《덕구》 - 고복 할배 역
- 2018년 천만영화 《신과함께: 인과 연》 - 진광대왕 역
- 2018년 《안시성》 - 소별도리 역
- 2018년 《협상》 - 황주익 수석 역
- 2018년 《60일의 썸머》 - 동일 역
- 2018년 《동네사람들》 - 기태 역
- 2020년 《강철비 2: 정상회담》 - 인민무력상 역
- 2021년 《아수라도》 - 조평호 역
- 2021년 《썰》 - 최 회장 역
- 2021년 《화이트데이: 부서진 결계》 - 이봉구 역
- 2022년 《공기살인》 - 박 의원 역
- 2022년 《인민을 위해 복무하라》 - 회계 간부 역
- 2023년 《거미집》 - 최 국장 역
- 2024년 《탈출: 프로젝트 사일런스》 - 국방부 장관 역
- 2025년 《하이파이브》 - 병춘 역

#### 기타 방송 프로그램
- 《가족오락관》(KBS)
- 《개그스타》(KBS)
- 《세바퀴》(MBC)
- 《아침마당》(KBS)
- 《접속! 무비월드》(SBS)
- 《스타부부쇼 자기야》(SBS)
- 《황금어장》(MBC)
- 《비타민》(KBS)
- 《우리들의 일밤》(MBC)
- 《1 대 100》(KBS)
- 《기분 좋은 날》(MBC)
- 《잘먹고 잘사는 법》(SBS)
- 《개그월드컵》(KBS)
- 《화신 - 마음을 지배하는 자》(SBS)
- 《열린TV 시청자 세상》(SBS)
- 《금요일엔 수다다》(SBS)
- 《코미디빅리그》(tvN)
- 《독한인생서민갑부》(채널A) - 나레이션
- 《내 딸의 남자들 : 아빠가 보고있다》(tvN)
- 《미스터리 음악쇼 복면가왕》(MBC)
- 《식객 허영만의 백반기행》(TV조선)
- 《아빠하고 나하고》(TV조선)
- 《생존왕》(TV조선) - 나레이션

## 광고
- 공익광고협의회 공명선거(1991년)
- 삼성증권 POP UMA
- SK텔레콤 T MAP
- SK브로드밴드 b TV
- 농심 짜왕 건면

## 수상
- 2004년 KBS 라디오 연기대상 외화부분 최우수 연기상
- 2023년 제14회 대중문화예술상 국무총리 표창
- 2024년 제3회 양산영화제 최우수 연기상

## 가족 관계
- 배우자: 전성애(1956년 3월 29일~)
  - 딸: 장윤희(1984년 10월 14일~)
  - 아들: 장영(1986년~)
  - 사위: 김태현(1978~)